# Leonard Bramer
Pour les articles homonymes, voir Bramer.
Leonard Bramer, Leonaert Bramer ou Leendert Bramer, né le 24 décembre 1596 à Delft, où il est enterré le 10 février 1674) est un dessinateur et peintre néerlandais (Provinces-unies)  du siècle d'or. À l’origine spécialisé dans les scènes de genre et les sujets historiques, il est l’un des rares peintres du nord de l’Europe à avoir réalisé des fresques. On le considère aussi comme ayant pu être l'un des maîtres de Johannes Vermeer, bien que leurs styles soient assez différents.

## Biographie

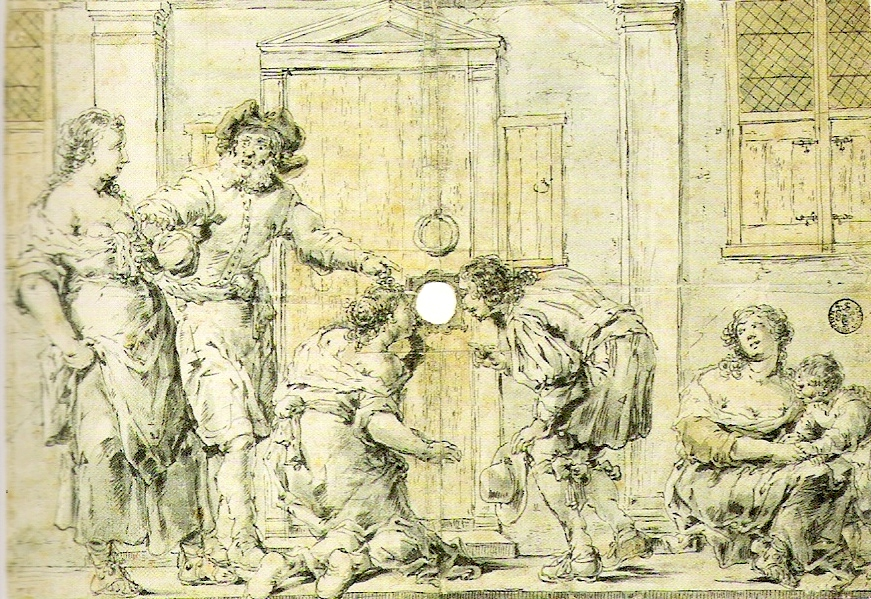
La Curiosité, dessin à la plume, 39,3 × 56,3 cm, date inconnue (Kunstakademie, Düsseldorf).

Son père s'appelait peut-être Hendrick Bramer, mais il est possible que le prénom « Hendrick » désigne également Leonard Bramer. En 1614, à l’âge de 18 ans, il entreprend un long voyage à travers la France qui l’emmène, en passant par Arras, Amiens et Paris, jusqu’à Aix-en-Provence, où il arrive en février 1616. Par la suite, il poursuit jusque Marseille, puis en Italie, à Gênes et Livourne, pour finalement arriver, plus tard la même année, à Rome.
Dans la « Ville éternelle », avec quelques autres artistes originaires du nord de l’Europe, il participe à la fondation, vers 1620, du groupe des Bentvueghels, et reçoit parmi eux le surnom de « Nestelghat ». Il sera également surnommé en italien Leonardo della Notte, à cause de ses tableaux d'ambiance nocturne.
À Rome, il partage le même toit que l’artiste Wouter Crabeth, de la ville de Gouda, et entre en conflit avec Claude Gellée. C'est là aussi qu'il écrit un poème dédié à Wybrand De Geest. Il demeure en Italie jusqu’en octobre 1627. Il séjourne la plupart du temps à Rome, mais se rend également de façon épisodique à Mantoue et à Venise, souvent pour y effectuer la livraison de marchandises, ou pour rencontrer Domenico Fetti.
Vers 1628, il rentre à Delft, où il est admis dans la guilde de Saint-Luc locale et où, l'année suivante, il devint membre de la Schutterij. Parmi ses commanditaires néerlandais figurent alors des membres de la Maison d'Orange, parmi lesquels le prince Frédéric-Henri, et des bourgmestres et échevins locaux. Dessinateur talentueux et appliqué, Bramer fut un artiste à multiples facettes ; ainsi conçut-il des tapisseries et réalisa-t-il des fresques, certaines en trompe-l’œil, pour la Huis Honselaarsdijk, la Huis ter Nieuburch et la Prinsenhof (la « Cour des Princes ») à Delft. Ces dernières œuvres, à cause du climat néerlandais, sont aujourd’hui malheureusement perdues.
En 1648, Leonard Bramer entame un nouveau voyage à Rome, où il reste jusqu'au début des années 1650, avant de retourner définitivement à Delft.
Il connaît tous ses contemporains de Delft; ainsi en 1653 prend-il la défense de Johannes Vermeer lorsque sa future belle-mère essaye d’empêcher le mariage de sa fille et de ce dernier…

« Le soir du 4 avril 1653, Leonaert Bramer, lui-même catholique romain, et un capitaine de marine protestant, Bartholomeus Melling, demandèrent à voir Maria Thins. Ils étaient accompagnés d’un avocat de Delft du nom de Johannes Ranck. Le groupe était venu convaincre Maria Thins que le jeune artiste plein d’avenir était un bon parti pour sa fille chérie Catharina. La sœur de Maria était également présente, prodiguant du réconfort et offrant sa sympathie. Les visiteurs étaient venus demander à Maria de signer un document autorisant la publication des bans. Maria répondit que jamais elle ne signerait un tel acte de consentement. Au lieu de cela – distinction subtile – elle s’accommoderait de ce que les bans soient publiés : elle déclara à plusieurs reprises qu’elle ne ferait pas obstacle à la chose. En d’autres termes, elle ne voyait pas ce mariage d’un très bon œil, mais elle ne l’empêcherait pas. »

Ceci laisse supposer que Vermeer fut l’élève de Bramer, bien que leurs façons de peindre diffèrent sensiblement ; le style de Bramer est sombre et exotique, nerveux, mais il possède aussi une très bonne technique dans le rendu des reflets de la lumière. Son célèbre Album Bramer (dessiné entre 1642 et 1654, et qui se trouve aujourd’hui à Leyde) contient bon nombre d’esquisses faites d’après des peintures qui appartenaient à des collections de Delft.
Bramer fut influencé par Adam Elsheimer et Agostino Tassi, un peintre de fresques. De l’inventaire de Gaspar Roomer, il ressort que celui-ci possédait 1 500 dessins de Bramer. Parmi ses dessins, la série probablement la plus étonnante est celle désignée sous le nom de  « Straatwerken » (« Œuvres de rue »).
Bramer, bien que catholique, semble cependant ne s’être jamais marié. Il devait rester productif jusqu’à sa mort, survenue en 1674.

## Œuvres
- L’Adoration des mages, 1633-1635, huile sur panneau de bois, 43 × 53 cm, Detroit Institute of Arts[9]
- Allégorie de la Vanité, vers 1640, huile sur bois, 80 × 61 cm, Kunsthistorisches Museum, Vienne[10]
- Abraham et les trois anges, vers 1640, huile sur panneau, 47 × 74 cm, Musée du Prado, Madrid[11]
- L'Adoration des bergers, vers 1640, huile sur bois, 95 × 83 cm, Musée des Offices, Florence[12]
- Le Reniement de saint Pierre, 1642, huile sur toile, 126 × 141 cm, Rijksmuseum, Amsterdam
- Le festin des Atrides, huile sur toile, 35 x 47 cm, Musée des beaux-arts de Brest[13]

«
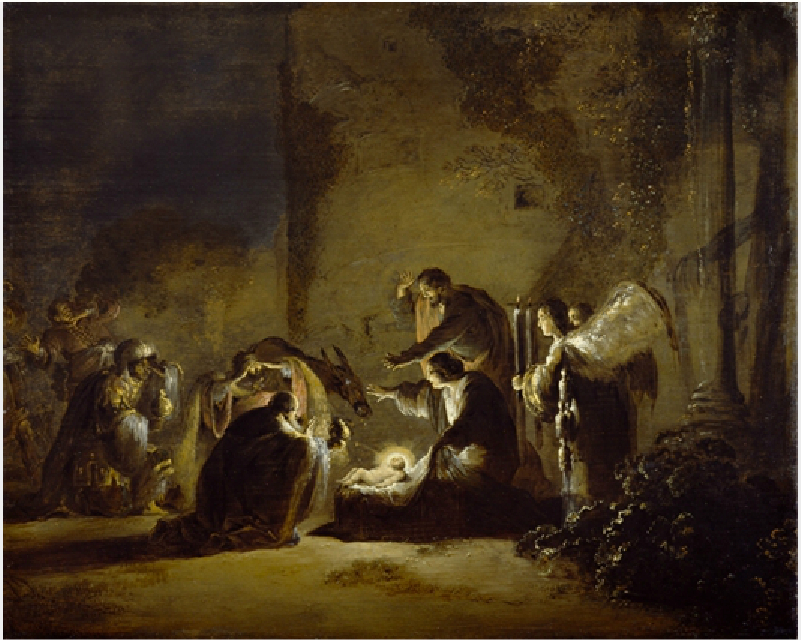
L'Adoration des Mages 1633-35, Détroit
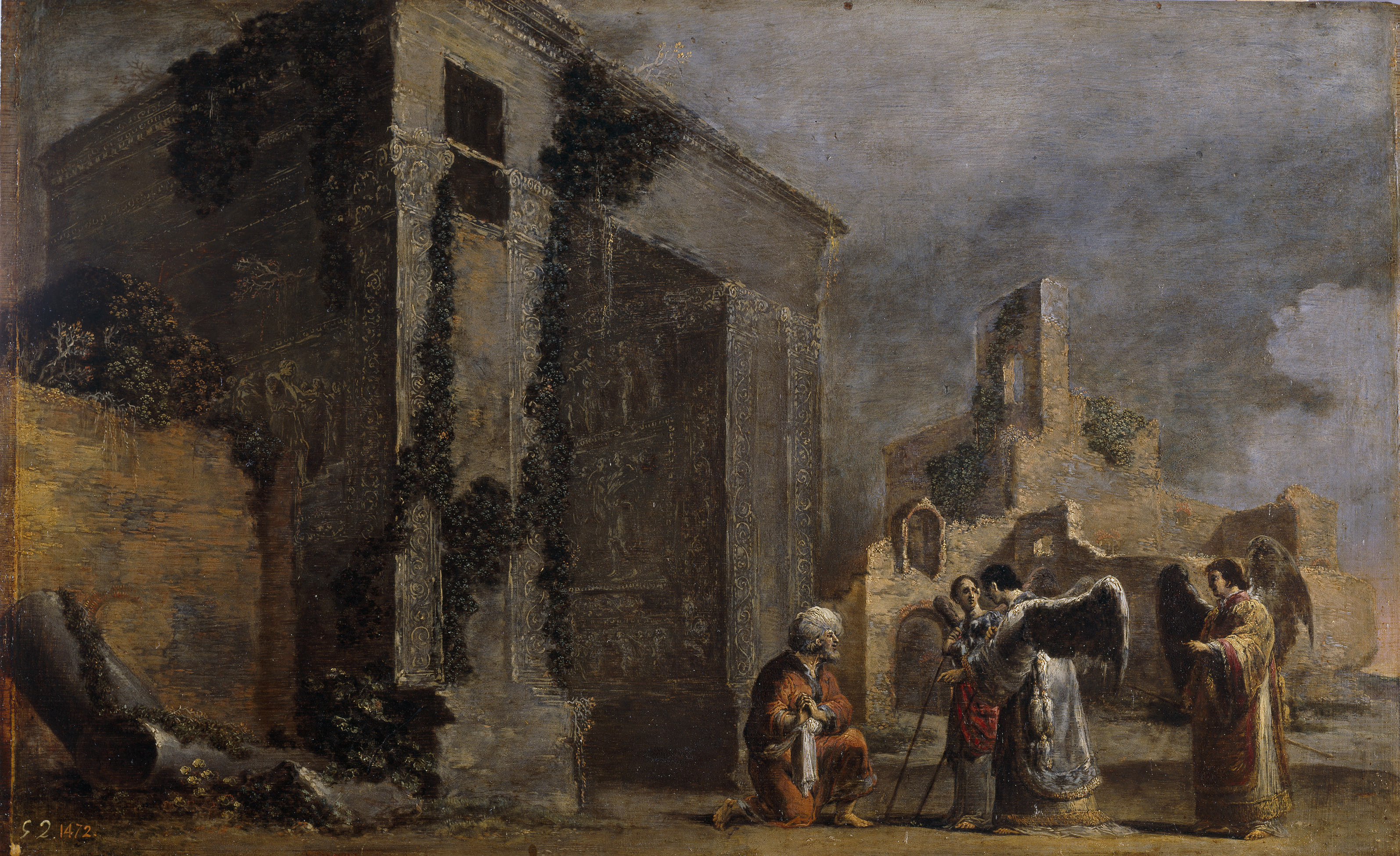
Abraham et les trois anges 1640, Musée du Prado
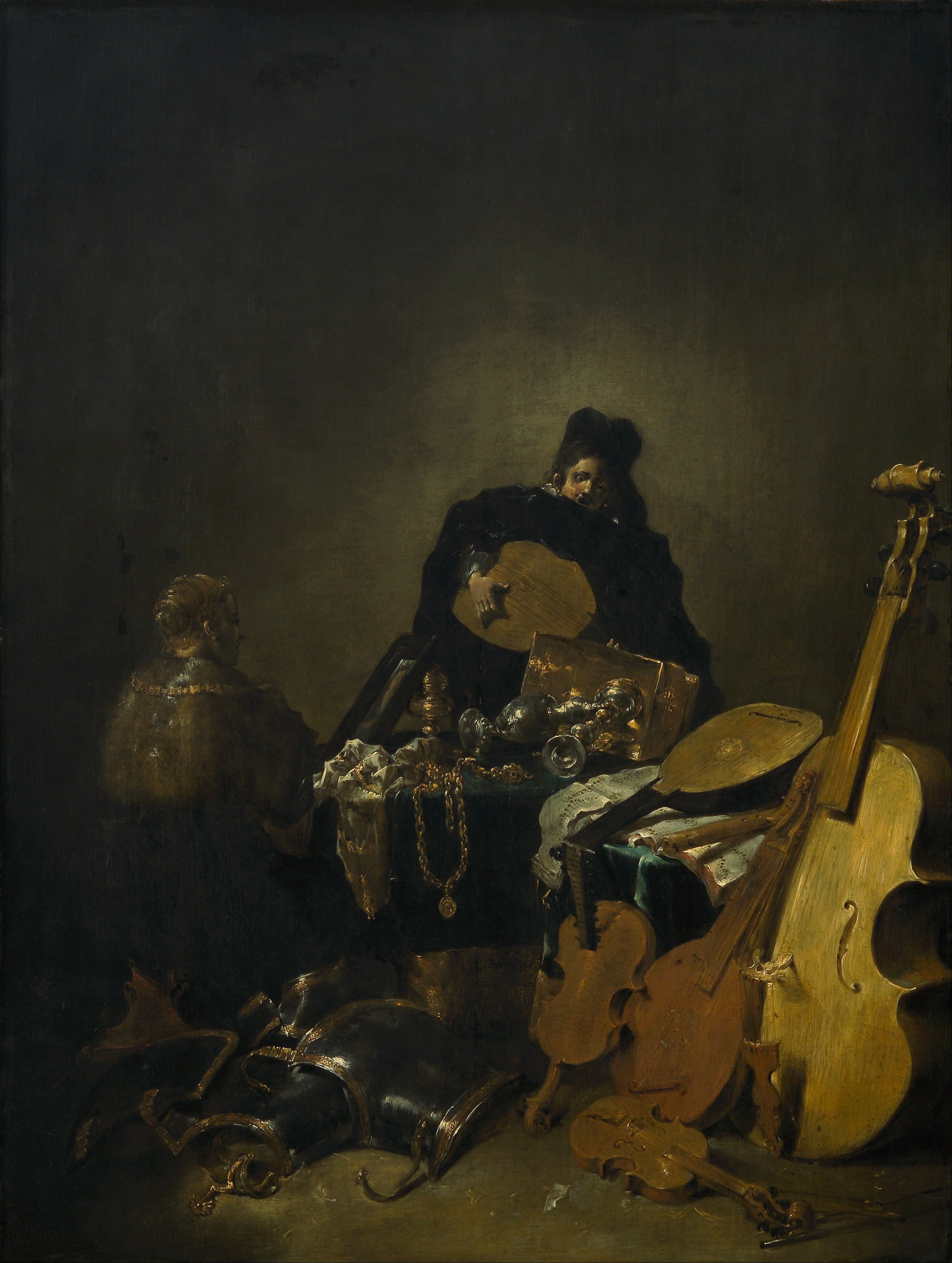
Allégorie de la Vanité 1640, Kunsthistorisches Museum
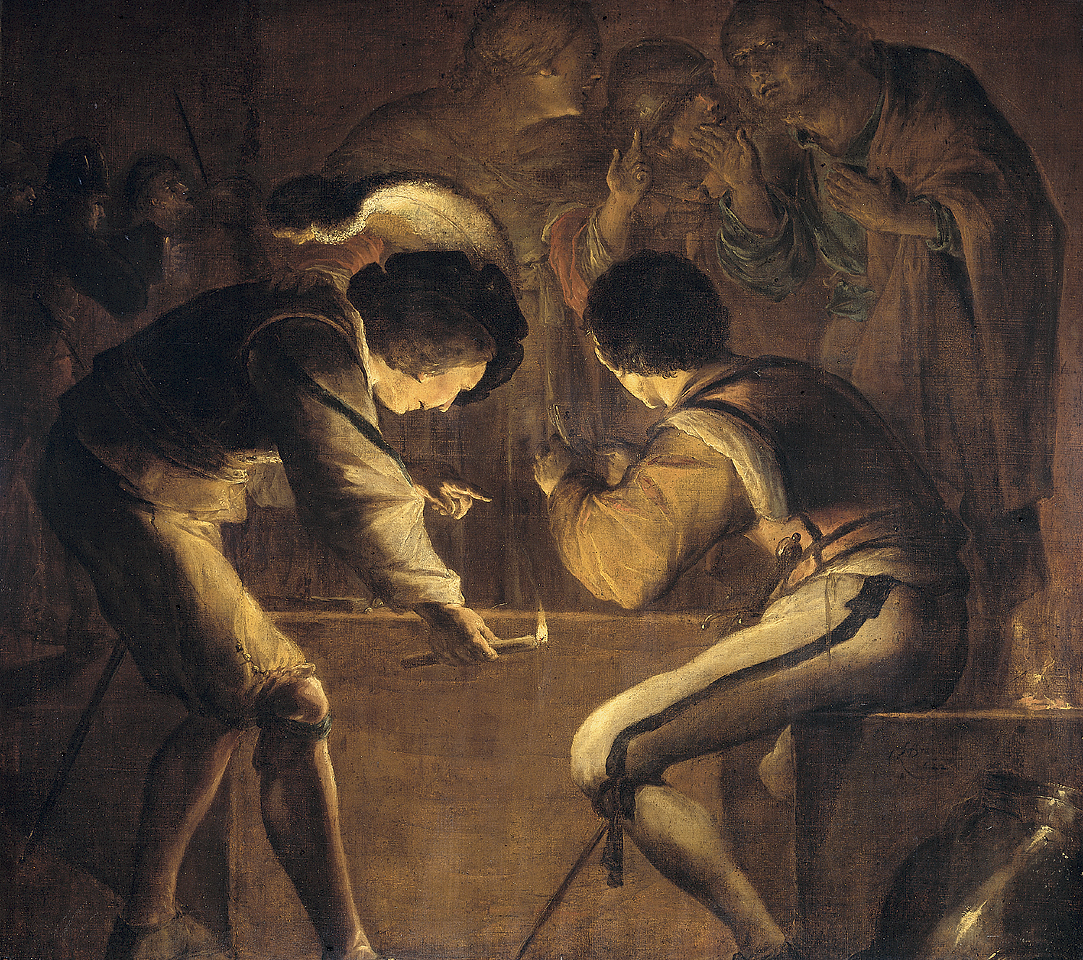
Le Reniement de saint Pierre 1642, Rijksmuseum